# جين غوميز
جين غوميز (بالإنجليزية: Gene Gomes)‏ هو قاضي أمريكي، ولد في 22 يناير 1946، وتوفي في 6 مارس 2018 بسبب مرض تنفسي.